# 결호 작전
결호 작전(決号作戦)은 태평양 전쟁 때 일본군이 입안한 일본 본토방위작전이다. 정확히는 제국육해군 작전계획대강(帝國陸海軍作戦計画大綱) 중 육군의 작전이 결호작전이지만 여기서는 육해군을 모두 서술한다.

## 배경
일본군은 비도 결전(필리핀 전역)에 전력을 쏟았지만 1945년 1월 9일 미군이 루손 링가옌만에 상륙하면서 필리핀에서 일본군의 패배가 거의 결정적이 되었다. 이곳을 상실하면서 영미 연합군의 일본 본토 침공은 시간문제가 되었다.
본래 일본군은 말레이반도, 인도차이나반도, 남양 군도, 중국 남부, 만주국에서의 제해권과 제공권을 확보하고 있었지만, 영미 해군의 잠수함이나 함재기의 공격에 의해 수송선 및 수송선을 호위할 항공기 연료, 승무원과 잠수함이 부족해졌다. 뿐만 아니라 마리아나 해전과 레이테만 전투 이후 일본 본토에 인접한 오키나와에서 타이완섬에 걸친 제해권, 제공권을 상실하게 되었으며, 연합군이 징검다리 작전을 전개하면서 위에서 언급한 식민지 세력권과 내지의 보급선이 차단되어 물자 운반은 물론이고 병력 증원조차 자유럽게 할 수 없는 상황에 빠졌다.
동맹국인 독일도 유럽 각지에서 패배를 거듭하여 독일 본토에 영미 연합군과 소련군이 침공한 지경이었고, 독일이 무너지고 나면 소련도 대일 참전할 것이 예상되는 상황이었다.
대본영은 검토 결과 연합군의 본토 침공을 지연시키고 그 동안 본토의 작전준비태세를 확립하기 위해 "제국육해군 작전계획대강"을 1945년 1월 20일에 정하였고, 이에 따라 본토결전 준비가 진행되었다. 이 작전계획에 따라 전연지대(前縁地帯), 즉 쿠릴 열도, 오가사와라 제도, 난세이 제도 이남의 오키나와, 타이완 등에서 연합군에게 최대한 항전하여 적의 출혈을 도모하면서 그 동안 시간을 벌어 군비를 정돈, 일본 본토에서 대결전을 실시한다는 점감요격전략이 채택되었다.
일본군은 미군, 영국군, 호주군 등으로 이루어진 연합군이 본토에 침공해올 시기를 1945년 가을로 예측했다. 이는 연합국의 몰락 작전 일정과 대략 일치했다.

## 준비
동년 1월 22일 육군은 내지방위군 예하의 동부군, 중부군, 서부군을 폐지하고 다음과 같이 방면군과 군관구를 재편했다.
- 제11방면군 동북군관구 (도호쿠 지방)
- 제12방면군 동부군관구 (간토 및 고신에쓰 지방)
- 제13방면군 동해군관구 (도카이 및 호쿠리쿠 지방)
- 제15방면군 중부군관구 (간사이, 주고쿠, 시고쿠 지방)
- 제16방면군 서부군관구 (규슈 지방)

그리고 작전부대와 군정부대를 분리하여 작전과 군정의 분리를 실시했다. 내지방위군은 방위총사령부 방위사령관이 지휘하고, 직할 부대로 도쿄 방위 담당의 제36군과 제6항공군이 있었다.
한편 외지인 홋카이도, 한반도, 대만에서는 북부군, 조선군, 대만군이 해체되고 다음과 같이 재편되었다.
- 제5방면군 북부군관구 (홋카이도 지방)
- 제17방면군 조선 군관구 (한반도)
- 제10방면군 대만 군관구 (대만)

본토결전시 각 방면군이 독립성을 유지하면서 요격, 방위하는 것으로 결전 준비에 대한 "결전작전 준비요강"(決戦作戦準備要綱)을 시달했다.
1944년 마리아나 제도를 상실했을 무렵 일본 육군의 총병력은 약 400만 명이었지만 남쪽으로는 말레이반도와 버마에서 북쪽으로는 한반도와 만주국에까지 일본의 영향권에 널리 흩어져 배치되어 있었다. 그 중 본토에 주둔한 동부군, 중부군, 서부군을 다 합쳐도 약 45.6만 명으로 총병력의 약 11%에 지나지 않았다. 여기에 홋카이도, 쿠릴 열도, 사할린, 오가사와라, 난세이 같은 본토 주변부와 군학교 등 41.2만 명, 항공부대 선박부대 등의 인원 45.3만 명을 합쳐도 132.1만 명으로 총 병력의 3분의 1 정도에 불과했다.
병력 부족을 보충하기 위해 소위 송두리째 동원이라는 대규모 부대 신설 소집을 실시했다. 송두리째 동원은 크게 다음 3회에 나누어 실시되었다.
1. 1945년 2월 28일 임시동원이 하령된 본토결전 제1차 병비
2. 4월 2일-6일에 임시동원이 하령된 본토결전 제2차 병비
3. 5월 23일 동원이 하령된 본토결전 제3차 병비

이렇게 긁어모아 일반사단 40개, 독립혼성여단 22개 등 150만 여명이 동원되었다. 물자가 제한되어 병력과 장비가 부족했지만 편성이 완결된 것으로 간주하는 방침을 행했기에 이렇게 송두리째 동원된 사단들은 결국 어중간한 인원과 장비 상태로 배치되었다.
또 보조전력으로 방위소집에 따라 긴급동원한 특설경비대와 지구특설경비대도 준비되었다. 이런 부대들의 상황은 송두리째 동원 때 동원된 부대보다 더욱 열악했다.
해군도 육군의 조직 재편과 같은 시기에 해군총대사령부를 창설하여 연합함대, 각 진수부, 각 경비부를 포함한 해군 전 부대를 통합 지휘하게 하였다. 초대 해군 총사령장관은 도요타 소에무 대장, 그리고 그 후임으로 오자와 지사부로 중장이 임명되었다. 오자와 지사부로가 총사령장관에 보직되자 남동방면함대와 남서방면함대가 해군총대에서 제외되었다. 두 방면함대의 사령관인 쿠사카 진이치 중장, 오오카와치 덴시치 중장이 오자와보다 선임이었기 때문이다.
연료 부족으로 전함과 항공모함이 충분히 가동될 수 없는 상태인데다 항공기 생산도 저하되고 있었기에 "본토방위"라는 전략목표를 위한 자살특공무기들을 정비했다. 1945년 7월 말 시점에 각종 자살돌격잠수함, 가이텐 등이 3천 척 이상 준비되었으며 9월 말까지 1천 대를 더 생산하는 것을 목표로 했다.
1945년에는 기존의 병역법과 별도로 의용병역법이라는 것을 공포하여 남자는 15세-60세, 여자는 17세-40세면 소집이 가능해졌다. 이렇게 노약자를 모아서 국민의용전투대를 편성할 계획이었다.

## 예정된 전투서열

### 육군
- 지상군
  - 제5방면군 (쿠릴, 사할린, 홋카이도: 결1호 작전)
  - 제1총군 (스기야마 하지메 원수육군대장)
    - 제11방면군 (동북: 결2호 작전)
    - 제12방면군 (관동: 결3호 작전)
    - 제13방면군 (동해: 결4호 작전)

  - 제2총군 (하타 슌로쿠 원수육군대장)
    - 제15방면군 (긴키, 주고쿠, 시고쿠: 결5호 작전)
    - 제16방면군 (규슈: 결6호 작전)

  - 관동군 (야마다 오토조 육군대장)
    - 제1방면군 (만주)
    - 제3방면군 (만주)
    - 제17방면군 (조선: 결7호 작전)
- 항공군
  - 항공총군 (가와베 마사카즈 대장)
    - 제1항공군 (동일본)
    - 제6항공군 (서일본)
    - 제51항공사단
    - 제52항공사단
    - 제53항공사단

### 해군
본토에서의 육상 결전을 상정했기에 해군은 적의 격멸을 꾀하지는 않았고 본토에 내습할 연합군의 전력을 결손시키는 것을 목표로 삼았다.
- 해군 총사령장관(연합함대 사령장관, 해상호위 사령장관을 겸임)
  1. 도요타 소에무 해군대장
  2. 오자와 지사부로 해군중장

  - 해군총대 직속부대
    - 해상정진부대 (제31전대, 경순양함 키타카미, 구식 구축함 나미카제) - 인간어뢰 가이텐을 탑재한 수상함 부대
    - 제101항공전대

  - 함대
    - 제6함대
    - 제7함대
    - 제1호위함대

  - 항공대
    - 제3항공함대 (스즈카 산 이동의 혼슈)
    - 제5항공함대 (스즈카 산 이서의 혼슈)
    - 제12항공함대 등

  - 진수부
    - 요코스카 진수부
    - 구레 진수부
    - 마이즈루 진수부
    - 사세보 진수부

  - 경비부
    - 오미나토 경비부
    - 오사카 경비부
    - 진해 경비부

  - 특수경비함 - 연료 부족으로 인해 원양행동이 불가능해져 진수부에 정박한 대형 함정.
    - 나가토 (요코스카)
    - 이세 (구레)
    - 휴가 (구레)
    - 하루나 (구레)

## 같이 보기
- 본토 결전
- 몰락 작전
- 천호 작전
- 일억 옥쇄